# Skyggen (dokumentarfilm)
|  | Denne artikel er oprettet af botten Steenthbot ud fra en ekstern database. Den kan derfor have sproglige fejl eller mangler. Denne skabelon kan fjernes efter kontrol af indholdet. |

 For alternative betydninger, se Skyggen. (Se også artikler, som begynder med Skyggen)
Skyggen er en dansk dokumentarfilm fra 1980 instrueret af Merete Christoffersen.

## Handling
Filmen starter med lidt af Hanstholms middelalder og frem til 1914. Derfra videre frem til d. 9. april 1940. Der fortælles om, hvorfor man byggede en kæmpefæstning i Hanstholm og lidt om evakueringen af civilbefoldningen i 42-43 og meget mere.